# Головін Павло Васильович
Павло́ Васи́льович Головін (* 3 липня 1885, Іжевське, Спаський район Рязанської області — † 22 січня 1964, Київ), український хімік-технолог, доктор технічних наук — 1935, без захисту дисертації, професор, 1939 — член-кореспондент АН УРСР, 1951 — заслужений діяч науки і техніки УРСР. Нагороджений орденами Леніна та «Знак Пошани».

## Короткий життєпис
1905 року закінчив Рязанську гімназію, 1914-го — Московське вище технічне училище. Мобілізований на фронт, у серпні полонений, де пробув до 1918-го.
У 1922—1932 викладає в Московському хіміко-технологічному інституті ім. Д. І. Менделєєва. Протягом 1933-1934-х років — головний інженер Головцукру, в 1935-1938-х — керівник механічної лабораторії Вітамінного інституту при Щокінському вітамінному комбінаті.
В 1938—1955 роках очолював кафедру технології цукристих речовин Київського технологічного інституту харчової промисловості ім. А. І. Мікояна. Одночасно в 1939—1961 роках працював в Інституті органічної хімії АН УРСР.
Є автором більш як 210 наукових праць, що, зокрема, стосуються:
- технології та методів контролю в харчовій промисловості,
- питань дифузії і кристалізації в цукровому виробництві,
- очищення цукрових соків.

Створений ним підручник «Технологія бурякоцукрового виробництва» витримав 5 видань, також вийшов угорською та польською мовами.
Серед його винаходів:
- безперервнодіючі дифузійні апарати,
- рафінадний комбайн,
- способи сепарації меляси,
- застосування іонітів, зокрема в виробництві молока.

Є засновником виробництва вітамінів в СРСР. По його дослядженнях вперше у СРСР отримано гліцерин методом бродіння.